# Seydou Diarra (Fußballspieler)
Seydou Diarra (* 1. September 2004) ist ein malischer Fußballspieler.

## Karriere
Diarra begann seine Karriere in der Cedar Stars Academy in Ghana. Zur Saison 2023/24 wechselte er nach Frankreich zur Reserve des Erstligisten Clermont Foot, für die er aber nie zum Einsatz kam. Im Januar 2024 schloss er sich dem Fünftligisten FC Gueugnon an. Für Gueugnon absolvierte er bis Saisonende elf Partien in der National 3, in denen er dreimal traf.
Zur Saison 2024/25 wechselte Diarra zum österreichischen Zweitligisten SC Austria Lustenau, bei dem er einen bis 2026 laufenden Vertrag erhielt. Sein Debüt in der 2. Liga gab er im August 2024, als er am vierten Spieltag jener Saison gegen den SV Horn in der 71. Minute für Sacha Delaye eingewechselt wurde.